# Herbert O. House
Herbert Otis House (* 5. Dezember 1929 in Willoughby, Ohio; † 2. Oktober 2013 in Alpharetta, Georgia) war ein US-amerikanischer Chemiker und Professor für Organische Chemie am Massachusetts Institute of Technology (MIT).

## Leben
House studierte Chemie an der University of Illinois, wo er im Arbeitskreis von Reynold Clayton Fuson seine Dissertation anfertigte und im Jahr 1953 promoviert wurde. 1955 wurde er Sloan Research Fellow. Im Mai 1964 folgte er einem Ruf an das Massachusetts Institute of Technology, wo er den Lehrstuhl für Organische Chemie übernahm.
Sein Forschungsschwerpunkt lag auf der Chemie von Carbanionen, stickstoffhaltige Verbindungen, Umlagerungen, die Synthese von polycyclischen Systemen und neue oder verbesserte Syntheseverfahren. Der Name von House ist vor allem mit der Corey-House-Synthese, die auch als Corey-Posner-Whitesides-House-Reaktion bekannt ist, verbunden.
Ein bekannter Schüler von Herbert O. House ist Barry Trost.

## Werke
- Herbert O. House: Modern Synthetic Reactions (The Organic Chemistry Monograph Series), Verlag W. A. Benjamin, New York, 1965